# San Juan Jaripeo
San Juan Jaripeo es una localidad del estado mexicano de Guanajuato. Es parte del municipio de Acámbaro.

## Toponimia
El nombre «San Juan» hace referencia al santo patrono de la localidad: Juan el Bautista. El nombre «Jaripeo» proviene de los términos en purépecha xaripu, alumbre; co, locativo. Su significado es «lugar de alumbre».

## Demografía
| Gráfica de evolución demográfica |
|                                  |

| Censo | Población |
| ----- | --------- |
| 1900  | 615       |
| 1910  | 619       |
| 1921  | 810       |
| 1930  | 798       |
| 1940  | 799       |
| 1950  | 845       |
| 1960  | 1 186     |
| 1970  | 1 022     |
| 1980  | 1 078     |
| 1990  | 1 274     |
| 2000  | 1 026     |
| 2010  | 1 173     |
| 2020  | 1 088     |